# Vstupní draft NHL 2025
Vstupní draft NHL 2025 je 63. vstupním draftem v historii NHL. Koná se od 27. do 28. června 2025 v Peacock Theater v Los Angeles. 

## Způsobilost
Hokejisté narození mezi 1. lednem 2005 a 15. zářím 2007 mohou být vybráni do NHL v rámci draftu v roce 2025. Kromě toho se mohli do draftu přihlásit i nedraftovaní hráči, kteří se narodili v roce 2004 a hráči, kteří byli draftování v roce 2023, ale nepodepsali smlouvu s týmem NHL. Hráči, kteří se narodili po 30. červnu 2005, se mohli do draftu přihlásit znovu. 

## Loterie draftu
Od sezóny 2012/13 mají všechny týmy, které se neprobojovaly do play-off Stanley Cupu, procentuální šanci na zisk prvního místa v celkovém pořadí. Od sezóny 2014/15 NHL změnila systém procent, který se používal v předchozích letech. Podle nového systému se šance na výhru v draftu pro čtyři nejhůře umístěné týmy v lize snížila, zatímco šance pro ostatní týmy, které nepostoupily do play-off, se zvýšila. Liga před sezónou 2021/22 snížila počet losování, vedlo to ke konání dvou loterií místo tří a od draftové loterie 2022 se týmy, které vyhrají jedno ze dvou losování mohou posunout v draftovém pořadí maximálně o deset míst výše a tým může vyhrát loterii pouze tehdy, pokud se v pořadí posune nahoru dvakrát během pěti let. 
New York Islanders a Utah vyhráli dvě loterie, které se konaly 5. května 2025, a získali tak celkově první a čtvrtý výběr.  Islanders se posunuli o devět míst nahoru a získali první výběr, zatímco Mammoth se posunul o maximum deset míst nahoru a zajistil si čtvrtý výběr. San Jose, Chicago, New York Rangers, Detroit a Columbus klesly o jedno místo, zatímco Nashville, Philadelphia, Boston, Seattle, Buffalo, Anaheim a Pittsburgh klesly o dvě místa. Bylo to poprvé, co liga vysílala výsledky loterie živě. 
| Označuje tým, který celkově zvítězil jako první |
| Označuje tým, který celkově zvítězil jako druhý |
| Označuje týmy, které nevyhrály loterii.         |

| Tým          | 1.    | 2.    | 3.    | 4.    | 5.    | 6.    | 7.    | 8.    | 9.    | 10.   | 11.   | 12.   | 13.   | 14.   | 15.   |       |
| ------------ | ----- | ----- | ----- | ----- | ----- | ----- | ----- | ----- | ----- | ----- | ----- | ----- | ----- | ----- | ----- | ----- |
| San Jose     | 25.5% | 18.8% | 55.7% |       |       |       |       |       |       |       |       |       |       |       |       |       |
| Chicago      | 13.5% | 14.1% | 30.7% | 41.7% |       |       |       |       |       |       |       |       |       |       |       |       |
| Nashville    | 11.5% | 11.2% | 7.8%  | 39.7% | 29.8% |       |       |       |       |       |       |       |       |       |       |       |
| Philadelphia | 9.5%  | 9.5%  | 0.3%  | 15.4% | 44.6% | 20.8% |       |       |       |       |       |       |       |       |       |       |
| Boston       | 8.5%  | 8.6%  | 0.3%  |       | 24.5% | 44.0% | 14.2% |       |       |       |       |       |       |       |       |       |
| Seattle      | 7.5%  | 7.7%  | 0.2%  |       |       | 34.1% | 41.4% | 9.1%  |       |       |       |       |       |       |       |       |
| Buffalo      | 6.5%  | 6.7%  | 0.2%  |       |       |       | 44.4% | 36.5% | 5.6%  |       |       |       |       |       |       |       |
| Anaheim      | 6.0%  | 6.2%  | 0.2%  |       |       |       |       | 54.4% | 30.0% | 3.2%  |       |       |       |       |       |       |
| Pittsburgh   | 5.0%  | 5.2%  | 0.2%  |       |       |       |       |       | 64.4% | 23.5% | 1.7%  |       |       |       |       |       |
| NY Islanders | 3.5%  | 3.7%  | 0.1%  |       |       |       |       |       |       | 73.3% | 18.4% | 0.9%  |       |       |       |       |
| NY Rangers   | 3.0%  | 3.2%  | 0.1%  |       |       |       |       |       |       |       | 79.9% | 13.4% | 0.5%  |       |       |       |
| Detroit      |       | 5.3%  |       |       |       |       |       |       |       |       |       | 85.7% | 8.9%  | 0.2%  |       |       |
| Columbus     |       |       | 4.3%  |       |       |       |       |       |       |       |       |       | 90.7% | 5.1%  | >0.0% |       |
| Utah         |       |       |       | 3.1%  |       |       |       |       |       |       |       |       |       | 94.7% | 2.1%  | >0.0% |
| Vancouver    |       |       |       |       | 1.1%  |       |       |       |       |       |       |       |       |       | 97.9% | 1.1%  |
| Calgary      |       |       |       |       |       | 1.0%  |       |       |       |       |       |       |       |       |       | 98.9% |

## Největší naděje
Zdroj: Pořadí NHL Central Scouting (15. dubna 2025) 
| Pořadí | Severoameričtí hokejisté | Evropští hokejisté       |
| ------ | ------------------------ | ------------------------ |
| 1.     | Matthew Schaefer (O)     | Anton Frondell (C)       |
| 2.     | Michael Misa (C)         | Victor Eklund (PK)       |
| 3.     | James Hagens (C)         | Milton Gastrin (C)       |
| 4.     | Jake O'Brien (C)         | Vojtěch Čihař (LK)       |
| 5.     | Radim Mrtka (O)          | Alexander Zharovsky (PK) |
| 6.     | Porter Martone (PK)      | Eddie Genborg (PK)       |
| 7.     | Caleb Desnoyers (C)      | Eric Nilson (C)          |
| 8.     | Roger McQueen (C)        | Jakob Ihs-Wozniak (C)    |
| 9.     | Kashawn Aitcheson (O)    | Kurban Limatov (O)       |
| 10.    | Carter Bear (LK)         | Theodor Hallquisth (O)   |

| Pořadí | Severoameričtí brankáři | Evropští brakáři      |
| ------ | ----------------------- | --------------------- |
| 1.     | Joshua Ravensbergen     | Pyotr Andreyanov      |
| 2.     | Lucas Beckman           | Semyon Frolov         |
| 3.     | Michal Prádel           | Elijah Neuenschwander |

## Výběry v jednotlivých kolech

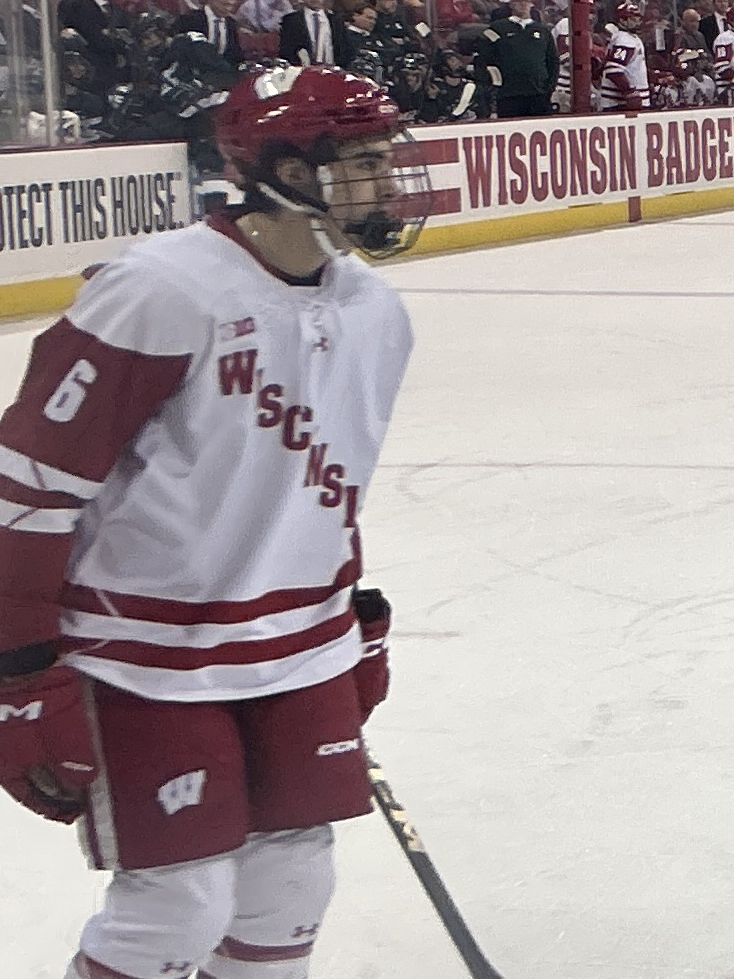
Logan Hensler (23. volba draftu)

### První kolo
| #  | Hráč                    | Národnost | Tým NHL                                                        | Studentský/juniorský/klubový tým         |
| -- | ----------------------- | --------- | -------------------------------------------------------------- | ---------------------------------------- |
| 1  | Matthew Schaefer (O)    | Kanada    | New York Islanders                                             | Erie Otters (OHL)                        |
| 2  | Michael Misa (C)        | Kanada    | San Jose Sharks                                                | Saginaw Spirit (OHL)                     |
| 3  | Anton Frondell (C)      | Švédsko   | Chicago Blackhawks                                             | Djurgårdens IF (HockeyAllsvenskan)       |
| 4  | Caleb Desnoyers (C)     | Kanada    | Utah Mammoth                                                   | Moncton Wildcats (QMJHL)                 |
| 5  | Brady Martin (C)        | Kanada    | Nashville Predators                                            | Sault Ste. Marie Greyhounds (OHL)        |
| 6  | Porter Martone (PK)     | Kanada    | Philadelphia Flyers                                            | Brampton Steelheads (OHL)                |
| 7  | James Hagens (C)        | USA       | Boston Bruins                                                  | Boston College Eagles (Hockey East)      |
| 8  | Jake O'Brien (C)        | Kanada    | Seattle Kraken                                                 | Brantford Bulldogs (OHL)                 |
| 9  | Radim Mrtka (O)         | Česko     | Buffalo Sabres                                                 | Seattle Thunderbirds (WHL)               |
| 10 | Roger McQueen (C)       | Kanada    | Anaheim Ducks                                                  | Brandon Wheat Kings (WHL)                |
| 11 | Benjamin Kindel (C)     | Kanada    | Pittsburgh Penguins                                            | Calgary Hitmen (WHL)                     |
| 12 | Jack Nesbitt (C)        | Kanada    | Philadelphia Flyers (od NY Rangers via Vancouver a Pittsburgh) | Windsor Spitfires (OHL)                  |
| 13 | Carter Bear (LK)        | Kanada    | Detroit Red Wings                                              | Everett Silvertips (WHL)                 |
| 14 | Jackson Smith (O)       | Kanada    | Columbus Blue Jackets                                          | Tri-City Americans (WHL)                 |
| 15 | Braeden Cootes (C)      | Kanada    | Vancouver Canucks                                              | Seattle Thunderbirds (WHL)               |
| 16 | Victor Eklund (PK)      | Švédsko   | NY Islanders (od Calgary via Montreal)                         | Djurgårdens IF (HockeyAllsvenskan)       |
| 17 | Kashawn Aitcheson (O)   | Kanada    | NY Islanders (od Montrealu)                                    | Barrie Colts (OHL)                       |
| 18 | Cole Reschny (C)        | Kanada    | Calgary Flames (od New Jersey)                                 | Victoria Royals (WHL)                    |
| 19 | Justin Carbonneau (PK)  | Kanada    | St. Louis Blues                                                | Blainville-Boisbriand Armada (QMJHL)     |
| 20 | Pyotr Andreyanov (B)    | Rusko     | Columbus Blue Jackets (od Minnesoty)                           | Krasnaya Armiya Moskva (MHL)             |
| 21 | Cameron Reid (O)        | Kanada    | Nashville Predators (od Ottawy)                                | Kitchener Rangers (OHL)                  |
| 22 | Bill Zonnon (PK)        | Kanada    | Pittsburgh Penguins (od Colorada via Philadelphia)             | Rouyn-Noranda Huskies (QMJHL)            |
| 23 | Logan Hensler (O)       | USA       | Ottawa Senators (od Tampy via Nashville)                       | Wisconsin Badgers (B1G)                  |
| 24 | Will Horcoff (C)        | USA       | Pittsburgh Penguins (od Los Angeles)                           | Michigan Wolverines (B1G)                |
| 25 | Václav Nestrašil (PK)   | Česko     | Chicago Blackhawks (od Toronta)                                | Muskegon Lumberjacks (USHL)              |
| 26 | Ryker Lee (PK)          | Kanada    | Nashville Predators (od Vegas via San Jose)                    | Madison Capitals (USHL)                  |
| 27 | Lynden Lakovic          | Kanada    | Washington Capitals                                            | Moose Jaw Warriors (WHL)                 |
| 28 | Sascha Boumedienne (O)  | Švédsko   | Winnipeg Jets                                                  | Boston University Terriers (Hockey East) |
| 29 | Mason West (C)          | USA       | Chicago Blackhawks (od Caroliny)                               | Edina Hornets (USHS-MN)                  |
| 30 | Joshua Ravensbergen (B) | Kanada    | San Jose Sharks (od Dallasu)                                   | Prince George Cougars (WHL)              |
| 31 | Henry Brzustewicz (O)   | USA       | Los Angeles Kings (od Edmontonu via Philadelphia a Pittsburgh) | London Knights (OHL)                     |
| 32 | Cullen Potter (C)       | USA       | Calgary Flames (od Floridy)                                    | Arizona State Sun Devils (NCHC)          |

### Druhé kolo
| #  | Hráč                     | Národnost | Tým NHL                                                           | Studentský/juniorský/klubový tým             |
| -- | ------------------------ | --------- | ----------------------------------------------------------------- | -------------------------------------------- |
| 33 | Haoxi Wang (O)           | Čína      | San Jose Sharks                                                   | Oshawa Generals (OHL)                        |
| 34 | Alexander Zharovsky (PK) | Rusko     | Montreal Canadiens (od Chicaga via Carolina)                      | Tolpar Ufa (MHL)                             |
| 35 | Jacob Rombach (O)        | USA       | Nashville Predators                                               | Lincoln Stars (USHL)                         |
| 36 | Blake Fiddler (O)        | USA       | Seattle Kraken (od Philadelphie)                                  | Edmonton Oil Kings (WHL)                     |
| 37 | Milton Gastrin (C)       | Švédsko   | Washington Capitals (od Bostonu)                                  | MODO Hockey (SHL)                            |
| 38 | Carter Amico (O)         | USA       | Philadelphia Flyers (od Seattlu)                                  | U. S. NTDP (USHL)                            |
| 39 | Peyton Kettles (O)       | Kanada    | Pittsburgh Penguins (od Buffala)                                  | Swift Current Broncos (WHL)                  |
| 40 | Jack Murtagh (LK)        | USA       | Philadelphia Flyers (od Anaheimu)                                 | U. S. NTDP (USHL)                            |
| 41 | Semyon Frolov (B)        | Rusko     | Carolina Hurricanes (od Pittsburghu via Montreal)                 | MHK Spartak Moskva (MHL)                     |
| 42 | Daniil Prokhorov (PK)    | Rusko     | NY Islanders                                                      | MHK Dynamo St. Petersburgh (MHL)             |
| 43 | Malcolm Spence (LK)      | Kanada    | New York Rangers                                                  | Erie Otters (OHL)                            |
| 44 | Eddie Genborg (PK)       | Švédsko   | Detroit Red Wings                                                 | Linköpings HC (SHL)                          |
| 45 | Eric Nilson (C)          | Švédsko   | Anaheim Ducks (od Columbusu via Philadelphia)                     | Djurgårdens IF J20 (J20 Nationell)           |
| 46 | Max Pšenička (O)         | Česko     | Utah Mammoth                                                      | Portland Winterhawks (WHL)                   |
| 47 | Alexei Medvedev (B)      | Rusko     | Vancouver Canucks                                                 | London Knights (OHL)                         |
| 48 | Shane Vansaghi (PK)      | USA       | Philadelphia Flyers (od Calgary)                                  | Michigan State Spartans (B1G)                |
| 49 | Charlie Cerrato (C)      | USA       | Carolina Hurricanes (od Montrealu)                                | Penn State Nittany Lions (B1G)               |
| 50 | Conrad Fondrk (C)        | USA       | New Jersey Devils                                                 | U. S. NTDP (USHL)                            |
| 51 | William Moore (C)        | USA       | Boston Bruins (od St. Louis via Pittsburgh, St. Louis a Edmonton) | U. S. NTDP (USHL)                            |
| 52 | Theodor Hallquisth (O)   | Švédsko   | Minnesota Wild                                                    | Örebro HK J20 (J20 Nationell)                |
| 53 | Cole McKinney (C)        | USA       | San Jose Sharks (od Ottawy)                                       | U. S. NTDP (USHL)                            |
| 54 | Theo Stockselius (C)     | Švédsko   | Calgary Flames (od Colorada via Washington)                       | Djurgårdens IF J20 (J20 Nationell)           |
| 55 | Jakob Ihs-Wozniak (C)    | Švédsko   | Vegas Golden Knights (od Tampy a Nashvillu)                       | Luleå HF J20 (J20 Nationell)                 |
| 56 | Ethan Czata (C)          | Kanada    | Tampa Bay Lightning (od Los Angeles)                              | Niagara IceDogs (OHL)                        |
| 57 | Matthew Gard (C)         | Kanada    | Philadelphia Flyers (od Toronta via Utah, Tampa a Seattle)        | Red Deer Rebels (WHL)                        |
| 58 | Jack Ivankovic (B)       | Kanada    | Nashville Predators (od Vegas)                                    | Brampton Steelheads (OHL)                    |
| 59 | Vojtěch Čihař (LK)       | Česko     | Los Angeles Kings (od Washingtonu via Pittsburgh)                 | HC Energie Karlovy Vary (Tipsport extraliga) |
| 60 | Lasse Boelius (O)        | Finsko    | Anaheim Ducks (od Winnipegu via New Jersey)                       | Porin Ässät (Liiga)                          |
| 61 | Liam Pettersson (O)      | Švédsko   | Boston Bruins (od Caroliny via Colorado)                          | Växjö Lakers HC J20 (J20 Nationell)          |
| 62 | Ivan Ryabkin (C)         | Rusko     | Carolina Hurricanes (od Dallasu via Chicago)                      | Muskegon Lumberjacks (USHL)                  |
| 63 | Ben Kevan (PK)           | USA       | New Jersey Devils (od Edmontonu via Utah)                         | Des Moines Buccaneers (USHL)                 |
| 64 | Tinus Luc Koblar         | Norsko    | Toronto Maple Leafs (od Floridy)                                  | Leksands IF J20 (J20 Nationell)              |